# Pyrocumulus
Pyrocumulus är en inofficiell molntyp som bildas av luft som stiger till följd av en skogsbrand, vulkanisk aktivitet eller industriella utsläpp. En brand skapar flera förutsättningar för bildning av moln, som vattenånga som frigörs vid förbränning av vegetationen, konvektion genom värmen och god tillgång till kondensationskärnor. 
Pyrocumulusmolnets bas kan vara svår att se på grund av rökplymen, men är vanligen belägen ovanför rökplymens övre delar. Storleken på pyrocumulusmoln varierar, men kan bli så stora att de kan producera nederbörd och i vissa fall släcka åtminstone delar av branden. Pyrocumulus finns där omfattande bränder i skog och mark vanligen förekommer, som exempelvis i Kalifornien, Franska rivieran och sydöstra Australien.

### Webbkällor
- www.theairlinepilots.com: Pyrocumulus Hämtad 2009-11-25